# Brad Mehldau
Den amerikanske pianist, Brad Mehldau, har op
gennem 90’erne skabt sig et ry som en af de største
nyere jazzpianister og som en fremragende bandleder.
Mehldau blev født i 1970 og kastede sig allerede i en
tidlig alder over såvel klaveret som jazzen. Efter at
have færdiggjort gymnasiet i 1988 drog den unge
pianist til New York for at hellige sig musikken. Han
studerede jazz der, ved ’The New School for Jazz and
Contemporary Music’. Op gennem starten af halvfemserne optrådte Mehldau som
pianist i en del forskellige konstellationer og
medvirkede på adskillige albums, deriblandt to med
saxofonisten Joshua Redmans gruppe.
’Introducing Brad Mehldau,’ lyder den passende titel
på Mehldaus første album under eget navn fra 1995.  En
plade der byder på to forskellige konstellationer. Til
pladens ene halvdel, tog Mehldau den fremragende
rytmegruppe bestående af trommeslageren Brian Blade og
bassisten Christian McBride, med sig fra tiden med
Redman. Men på albummets anden del var det to mindre
kendte navne, bassisten Larry Grenadier og
trommeslageren Jorge Rossy, der gjorde Mehldau
selskab. De to sidstnævntes betydning for Mehldaus videre
musikalske virke kan vel næppe overvurderes. Trioen
blev en fast konstellation, og udviklede sammen, over
ni albums på lige så mange år, et sammenspil og en
klanglig forståelse der kan måle sig med alle tiders
allerstørste jazz trioers.
Mehldaus største force er uden tvivl hans evne til at
konstruere sin helt egen verden ud af den
traditionelle jazz’s byggesten. En evne til at
formulere et originalt og friskt udtryk uden at
sprænge den traditionelle jazzmusiks rammer. Til tider
et meget intellektuelt udtryk, men altid funderet på
en sprød klanglig skønhed og en fænomenal
improvisatorisk evne. Ofte har Mehldau trukket pop- og rocknumre ind i sit
musikalske univers. Hans udgivelser byder på en hel del
fremragende versioner af forskellige Radiohead numre:
Paranoid Android, Exit Music (for a film) og Knives
Out, men også Beatles, Paul Simon og Nick Drake er
blevet trukket gennem Mehldaus jazztransformator. Den over tyve minutter lange udgave af Paranoid
Android fra solo albummet ’Live in Tokyo ’, er måske
det bedste eksempel på Mehldaus evne til give såvel
jazzen, som de numre han kaster sig over, nyt liv, og
en formidabel demonstration af Mehldaus evne til at
improvisere over, ikke bare et tema, men over
gigantiske, nærmest symfoniske, strukturer. På albummet ’Love Sublime’, har Mehldau
bevæget sig fra symfoniske strukturer og hen mod
moderne klassisk, i samarbejde med operasangerinden
Renee Fleming.

## Diskografi

### Albums
- 1995: Introducing Brad Mehldau
- 1996-2000: The Art of The Trio I – V
- 2000: Places
- 2001: Largo (album)
- 2004: Anything Goes
- 2004: Live in Tokyo
- 2006: House On Hill
- 2006: Love Sublime'